# Olimje
Olimje este o localitate din comuna Podčetrtek, Slovenia, cu o populație de 250 de locuitori.